# Phryxe impatiens
Phryxe impatiens là một loài ruồi trong họ Tachinidae.